# ライト R-790
ライト R-790 ワールウィンド（Wright R-790 Whirlwind ）は1923年にアメリカ合衆国のカーチス・ライトが開発した航空用エンジンである。一連のワールウィンドシリーズの始祖となった。1920年代のアメリカやオランダ等の航空機に使用された。

## 仕様
- 冷却：空冷
- シリンダ数：9気筒単列星型
- ボア：4.5 インチ(114.3 mm)
- ストローク：5.5 インチ(139.7 mm)
- 容積：788 立方インチ(12.91 リットル)
- 乾燥重量：236 kg
- 出力：200馬力

## 主な搭載機
- スピリットオブセントルイス号
- フォード トライモーター
- ボーイング・ステアマン モデル75

### ワールウィンドシリーズ
- ライト ワールウィンド
- ライト R-540 ワールウィンド
- ライト R-760 ワールウィンド
- ライト R-975 ワールウィンド
- ライト R-1510 ワールウィンド(試作のみ)
- ライト R-1670 ワールウィンド(試作のみ)

### サイクロンシリーズ
- ライト R-1820 サイクロン
- ライト R-2600 ツイン・サイクロン
- ライト R-3350 デュプレックス・サイクロン